# Зуррик (футбольный клуб)
«Зуррик» (мальт. Żurrieq) — мальтийский футбольный клуб из одноимённого города на юго-востоке страны. Выступает во втором по силе дивизионе Мальты. Команда играет на местном стадионе вместимостью 1000 зрителей

## История
Клуб был основан в 1949 году. В течение многих лет «Зуррик» играл в низших лигах Мальты. В сезоне 1972/73 он добился выхода во второй по силе дивизион страны. На этом уровне «Зуррик» выступал на протяжении шести лет. В сезоне 1979/80 команда стала победителем второго дивизиона и получила путёвку в высший дивизион мальтийского футбола.
Дебютный сезон в чемпионате Мальты «Зуррик» завершил на шестом месте. В следующем году он завоёвывает бронзовые награды и получил право представлять страну в еврокубках. Мальтийцы стартовали в первом раунде Кубка УЕФА, где по сумме двух матчей уступили югославскому «Хайдуку» из Сплита (1:8). Единственный гол «Зуррика» в свой актив записал Марио Фарруджа.
В 1984 году «Зуррик» вышел в финал Кубка Мальты, но уступил там в дополнительное время «Хамрун Спартанс» (0:1). На следующий год команда вновь дошла до финала и на этот раз завоевала свой первый и единственный в истории трофей, обыграв в серии пенальти «Валлету» (2:1). Кроме того, «Зуррик» получил право сыграть в историческом первом розыгрыше Суперкубка Мальты, но уступил там «Рабату Аякс» (0:2).
Кубковый успех позволил «Зуррику» сыграть в Кубке обладателей кубков, где в двухматчевом противостоянии с немецким «Юрдингеном 05» мальтийский клуб был разгромлен с общим счётом 0:12. В Кубке Мальты 1985/86 команда в третий раз подряд вышла в финал, но на этот раз проиграла «Рабату Аякс» (0:2), позволив сопернику совершить «золотой дубль». Благодаря этому «Зуррик» получил право сыграть в еврокубке, однако и на этот раз мальтийцы уступили там «Рексему» из Уэльса (0:7).
Беспрерывно в высшем дивизионе «Зуррик» играл до 1992 года. Затем клуб опустился во вторую лигу на один год, после чего вернулся в элиту на следующие три розыгрыша чемпионата с 1993 по 1996 год. В последний раз в чемпионате Мальты команда была представлена в сезоне 1999/00 и впоследствии выступала только в низших лигах.
Во время игры с «Сант-Андрюсом» в 2008 году игрок «Зуррика» Джозеф Лиа получил красную карточку, после чего избил судью Криса Франкаланцу, который не смог продолжить работу на матче. За это Лиа был дисквалифицирован на три года. Решением суда от 2012 года клуб обязали выплатить 98 тысяч евро бывшему президенту «Зуррика» Джозефу Фаррудже, поскольку ему удалось доказать, что деньги являлись частью кредита. В 2016 году футболист команды Йозеф Бриффа был приговорён судом к шести месяцам тюремного заключения с отсрочкой на четыре года и штрафу в размере 2000 евро за предложение двум игрокам «Санта-Лучии» сдать игру за 1000 евро.
Сезон 2021/22 клуб завершила в статусе победителя третьего дивизиона и получила право вернуться во второй, где «Зуррик» отсутствовал с 2015 года. В текущем сезоне 2023/24 команда находится на шестом месте.
Будучи игроками «Зуррика» в национальной сборной Мальты играли Мартин Шиклуна, Марио Фарруджа, Деннис Мицци, Чарльз Микаллеф, Чарли Мускат, Марио Шембри и Джо Фальзон. Лучшими бомбардирами чемпионата Мальты становились такие игроки команды как Шарль Маскат и Джанлука Де Понти.

## Достижения
- Победитель Кубка Мальты: 1984/85
- Финалист Кубка Мальты: 1983/84, 1985/86
- Бронзовый призёр чемпионата Мальты: 1981/82, 1986/87, 1987/88

## Главные тренеры
- Павлу Фарругиа (1982)
- Беппе Дзанелли (1985)
- Лоуренс Бордж (1986)
- Дэвид Каработт (июль 2012 — ноябрь 2014)
- Брайан Велла (июль 2016 — июнь 2017)
- Джордж Магри (май 2020 — апрель 2023)
- Савиур Дебоно Греч (с июля 2023 года)

## Последние результаты
| Сезон   | Див. | Место | Кубок       |
| ------- | ---- | ----- | ----------- |
| 2009/10 | III  | 8     |             |
| 2010/11 | III  | 9     |             |
| 2011/12 | III  | 10    | 1/32 финала |
| 2012/13 | III  | 3     | 1/16 финала |
| 2013/14 | II   | 9     | 1/32 финала |
| 2014/15 | II   | 12    | 1/16 финала |
| 2015/16 | III  | 13    | 1/32 финала |
| 2016/17 | IV   | 9     | 1/64 финала |
| 2017/18 | IV   | 9     | 1/32 финала |
| 2018/19 | IV   | 1     | 1/64 финала |
| 2019/20 | III  | 7     | 1/32 финала |
| 2020/21 | III  | 3     | 1/32 финала |
| 2021/22 | III  | 1     | 1/32 финала |
| 2022/23 | II   | 6     | 1/16 финала |
| 2023/24 | II   | идёт  | 1/16 финала |

## Еврокубки
| Сезон   | Турнир                        | Этап | Соперник       | Дома | Гости | Общий |
| ------- | ----------------------------- | ---- | -------------- | ---- | ----- | ----- |
| 1982/83 | Кубок УЕФА                    | 1Р   | Хайдук (Сплит) | 1:4  | 0:4   | 1:8   |
| 1985/86 | Кубок обладателей кубков УЕФА | 1Р   | Юрдинген 05    | 0:3  | 0:9   | 0:12  |
| 1986/87 | Кубок обладателей кубков УЕФА | 1Р   | Рексем         | 0:3  | 0:4   | 0:7   |